# 康熙王朝
『康熙王朝』（こうきおうちょう、原題：康熙王朝）は、中華人民共和国で2001年に製作・放映された連続テレビドラマ。清の康熙帝（愛新覚羅玄燁）の生涯を映像化したものである。全50話。二月河・原作「大清帝国・三世の春シリーズ」の一つ。

## 内容
物語は、順治帝（愛新覚羅福臨）が愛妾の死にショックを受けて、突如出家して五台山に籠もってしまうところから始まる。若い皇帝の突然の出家遁世に驚きと衝撃を隠せない清朝政府の要人達であったが、皇太后を中心に結束し、新皇帝に8歳の順治帝の皇子を迎える。この少年こそが康熙帝である。
康熙帝は、重臣達の補佐を受けながら、権臣鰲拝の排除に始まり、三藩の乱、鄭氏台湾、ロシア帝国、ジュンガル部といった内憂外患を排除する一方で、減税や文化事業等で国内を安定させ、清王朝の基礎を固めることに成功する。しかし、皇太子の地位をめぐる息子達の醜い争いに心を痛め、ついに自身の後継者を定めぬままその生涯を閉じる。

## 人気
このドラマは中国の人々の心を捉え、非常に高い視聴率を獲得するにいたった。同時期に放映された、孫文の生涯を題材にしたドラマの視聴率は「康熙王朝」の半分にもならなかったと言われる。
これに関して、「大国として成長著しい中国に自信を持ち始めた若い世代」の支持をうけたことがこのドラマのヒットの原因と分析する向きがある。また作家の魏明倫などは本作の大ヒットにかんして「自分で国家を何とかせず康熙帝の王朝のような『強いお上に』頼ろうとする旧来の『愚民根性』がいまだに中国人民に抜けきれていない状況の表れ」と手厳しい批判を加えている。
康熙帝の学友で後に重臣となる魏東亭は、康熙帝の乳母の子である曹寅をモデルにした架空の人物である。

## スタッフ
- 原作：二月河
- 脚本：朱蘇進、胡建新
- 監督：陳家林、劉大印
- 撮影：粟栗

## 主題歌
- オープニング：『向天再借五百年（中国語版）』、歌：韓磊（中国語版）
- エンディング：『大男人（中国語版）』、歌：騰格爾（中国語版）

## 配役
| 登場人物                       | 出演者   |
| ------------------------------ | -------- |
| 康熙帝                         | 陳道明   |
| 康熙帝（少年）                 | 李楠     |
| 康熙帝（幼年）                 | 陳偉辰   |
| 孝荘太皇太后                   | 斯琴高娃 |
| 順治帝                         | 劉均     |
| 鄂妃（ガクヒ）                 | 博弘     |
| 佟妃                           | 朱晏     |
| 行森                           | 李小雷   |
| 玉秀林                         | 劉長生   |
| 魏承謨                         | 陳大中   |
| 魏東亭                         | 安亜平   |
| 魏東亭（少年）                 | 劉挺     |
| 蘇麻喇姑（スマラグ）           | 茹萍     |
| スマラグ（少女）               | 胡珊珊   |
| 索尼（ソニン）                 | 朱芸丹   |
| 索額図                         | 薛中鋭   |
| 赫舎里（ヘシェリ）             | 李晨濤   |
| 鰲拝（オボイ）                 | 姚長安   |
| 蘇克薩哈（スクサハ）           | 張光政   |
| 遏必隆（エビルン）             | 宋来運   |
| 班布爾善（バンブーシャ）       | 李如平   |
| 呉六一                         | 郝鉄男   |
| 陳廷敬                         | 陳斌     |
| 伍次友                         | 高宏亮   |
| 明珠                           | 高蘭村   |
| 呉三桂                         | 曹永祥   |
| 朱国治                         | 劉毓斌   |
| 周培公                         | 李明     |
| 楊起隆 （朱三皇子を名乗る）    | 盧勇     |
| 紫雲                           | 湯加麗   |
| 姚啓聖                         | 蘇廷石   |
| 延平王・鄭経                   | 劉大印   |
| 鄭泰                           | 関徳俊   |
| 施琅                           | 侯永生   |
| 葛礼                           | 趙景文   |
| 皇太子・胤礽（インレン）       | 万中良   |
| 皇長子・胤禔（インスー）       | 高天昊   |
| 恵妃                           | 宮雪花   |
| 容妃                           | 李建群   |
| 蘭斉（ランチー）               | 胡天鴿   |
| 宝日龍梅（パオルー・ロンメイ） | 王也天   |
| 李光地                         | 廖京生   |
| 噶爾丹（ガルダン）             | 李洪濤   |
| 紅玉（朱丹丹）                 | 張晶晶   |
| 張廷玉                         | 白楊     |
| 魏子玉                         |          |
| 弘暦                           |          |

## 各話タイトル
| - 第1話 玄燁廷試 - 第2話 鄂妃病没 - 第3話 母子対立 - 第4話 順治帝出家 - 第5話 康煕帝即位 - 第6話 鰲拝の横暴 - 第7話 権力闘争 - 第8話 科挙合格 - 第9話 康熙帝しくじる - 第10話 康煕帝親政 - 第11話 鰲拝の謀反 - 第12話 北京の危機 - 第13話 秩序回復 - 第14話 三藩割拠 - 第15話 祖母との論争 - 第16話 康煕帝巡幸 - 第17話 康煕帝の廃藩 - 第18話 呉三桂の策略 - 第19話 康煕帝の恋 - 第20話 朱国治の死 - 第21話 呉三桂の乱 - 第22話 危機に乱れず - 第23話 康熙帝の反撃 - 第24話 呉三桂の死 - 第25話 南憂北患 | - 第26話 台湾問題 - 第27話 施琅を迎える - 第28話 容妃里帰り - 第29話 交渉決裂 - 第30話 孤児事件 - 第31話 康熙帝と学問 - 第32話 台湾攻めへ - 第33話 敗退 - 第34話 内部分裂 - 第35話 皇女降嫁 - 第36話 胤禔の見送り - 第37話 台湾奪還 - 第38話 長城を築かず - 第39話 党争再燃 - 第40話 康熙帝親征 - 第41話 康煕帝快復 - 第42話 親征挫折 - 第43話 新人抜擢 - 第44話 明珠失脚 - 第45話 危機四伏 - 第46話 太皇太后病没 - 第47話 蒙古平定 - 第48話 皇太子廃位 - 第49話 容妃奴隷に - 第50話 康熙帝崩御 |